# Saina Nehwal
Saina Nehwal (साइना नेहवाल; Hisar, 17 marzo 1990) è una giocatrice di badminton indiana.

## Palmarès
- Olimpiadi

Londra 2012: bronzo nel singolo femminile.
- Mondiali

Giacarta 2015: argento nel singolo femminile.
- Giochi asiatici

Incheon 2014: bronzo a squadre femminile.
- Asiatici

Nuova Delhi 2010: bronzo nel singolo femminile.
Wuhan 2016: bronzo a squadre femminile.
- Giochi del Commonwealth

Melbourne 2006: bronzo a squadre miste.
Nuova Delhi 2010: oro nel singolo femminile, argento a squadre miste.
- Uber Cup

Nuova Delhi 2014: bronzo a squadre.
Kunshan 2016: bronzo a squadre.
- Mondiali - Juniores

Incheon 2006: argento nel singolo ragazze.
Pune 2008: oro nel singolo ragazze.
- Giochi del Commonwealth - Juniores

Bendigo 2004: argento a squadre miste.
Pune 2008: oro nel singolo ragazze.